# 棒球狂想曲
《棒球狂想曲》（日语：4番サード），別譯決戰甲子園、四號三壘。是日本漫畫家青山剛昌的漫畫作品。連載於周刊少年Sunday，1993年4月15日發行單行本，全一冊。

## 劇情簡介
港南高中二年級學生長島茂雄是棒球校隊的三壘手，和知名讀賣巨人隊選手同名的他卻總是表現不盡理想。直到某日在一家店裡買到一只奇特的球棒以後，這一切才改觀....

## 登場人物

### 主要人物
- 長島茂雄：本作主角。與長嶋茂雄同名同姓。港南高中二年級學生，為棒球隊三壘手，打第四棒，背號為3。原本總是打不好球而深感困擾。直到某日在名園運動用品店從澤村榮治處得到一只「神明球棒」(使用時在口袋中放入金錢，就能輕易打到球，金額越高效果越好，貝比魯斯使用過)，打擊表現便突飛猛進。

- 名園運動用品店店主：將貝比魯斯用過的球棒、澤村榮治的手套分別賣給長島茂雄及稻尾一雄者，在兩人對決的現場觀賽。

- 江夏豐：長島所打工的景虎咖啡店店主之女，港南高中學生。姓名來自江夏豐，由身為阪神虎球迷的父親所取。對長島抱有好感，希望他能帶她去甲子園。

### 港南高中
- 有藤：名不詳。球隊王牌投手及隊長，戴有眼鏡。姓取自有藤通世。
- 柳田：三年級的一壘手，第五號打者。背號「5｣。名取自柳田真宏。
- 山岸：三年級的二壘手。在YK學院戰中負傷。
- 教練：性格開朗的教練。給予長島「3」而非「5」的背號。

### 對手學校
- 稻尾一久：姓名取自稻尾和久。大金高中二年級學生。球隊的王牌投手和第三棒打者。因擁有澤村榮治的手套而得以率球隊打進甲子園。並在準決賽中取得完全比賽。於決賽中和長島茂雄對決。其手套和長島的球棒一樣是投入越多錢效果越大。由於是稻尾財團的繼承人，家境富裕，故得以直接放金融卡於口袋中，一次投注五千萬元的鉅款，具有先天優勢。個性有些驕傲。

## 出版書籍
- 少年Sunday Comics 1993年4月15日發售、ISBN 4-09-123171-3
- 少年Sunday Books 1999年12月10日發售、ISBN 4-09-121846-6
- 小學館文庫 2003年9月13日發售、ISBN 4-09-193481-1

### 各篇列表
- 神奇的球棒之卷（奇跡のバットの巻）

週刊少年Sunday 1991年1月增刊號連載
- 請帶我去甲子園吧！之卷（甲子園に連れてっての巻）

週刊少年Sunday 1991年5月增刊號連載
- 拿出自信之卷（自信をもっての巻）

週刊少年Sunday 1991年10月增刊號連載
- 可怕的戰略之卷（打倒！頭脳野球の巻）

週刊少年Sunday 1992年4月增刊號連載
- 憤怒的一擊之卷（怒りの一打の巻）

週刊少年Sunday 1993年1月增刊號連載
- 傳說的對決之卷（伝説の対決の巻）

週刊少年Sunday 1993年2月增刊號連載

## 客串其他作品
收錄在名偵探柯南單行本第43至44冊、以及動畫第383集〈滿席大甲子園，看不見的惡魔〉中，柯南等人在甲子園球場觀賞的比賽就是該作主角和其宿敵稻尾一久的再次對決。

## 外部連結
- 棒球狂想曲-青文網路書店